# 로메오 르블랑
로메오 르블랑(프랑스어: Roméo LeBlanc, 1927년 12월 18일~2009년 6월 24일)은 캐나다의 제25대 총독이었다.

## 같이 보기
- 저널리즘